# SILVER CHAOS
『SILVER CHAOS』（シルバーカオス）は、2002年7月26日にVivid Colorより発売されたアダルトゲーム（ボーイズラブゲーム）。Vivid Colorのデビュー作である。また、ノベライズやドラマCDなどのメディアミックスがなされた。

## シリーズ
- 2002年7月26日 - SILVER CHAOS
  - シリーズ第1作であり、中世を舞台とした恋愛アドベンチャーゲーム作品。
- 2003年5月23日 - SILVER CHAOS FAN BOX 〜ETERNAL FANTASIA〜
  - 本編エンディングのその後を扱った8本のショートストーリーを主な内容とした第1作のファン向けの作品である。システム音声、ミニゲーム、壁紙集などにも収録されている。また、キャストは第1作と同じくする。
- 2004年2月27日 - Artificial Mermaid 〜SILVER CHAOS II〜
  - シリーズ第2作であり、近未来に舞台を変えて展開されている。キャラクターたちの設定と名前を変更すると、前作のキャストでも引き続き出演していた。
- 2007年9月28日 - Silver Chaos -トリプルセレクション-
  - Vivid Colorデビュー5周年の記念作品である。第1作を含む、シリーズ全3作を一つにまとめて完全収録した。

## あらすじ
SILVER CHAOS（第1作）
勇者と神々よって魔王が封印され、多くの人々が亡くなったアルグレーン王国。国王セルゲイ・クラウディウスは、増加した孤児たちを訓練所に引き取らせ、彼等を育てていた。
その訓練所の候補生であるマイトは訓練中の事故で瀕死の重傷を負った。彼の仲間であるアドニスの前に異形の存在が現れ、死者を蘇らせる禁断の魔法書『反魂の術』を手渡した。
アドニスはそれを用いてマイトを蘇らせた。
Artificial Mermaid 〜SILVER CHAOS II〜（第2作）
戦争による環境汚染により、人々はLMC（ライフマイクロチップ）を体内に入れないと生きることができなくなっていた。
多発するLMCがらみの犯罪に対抗するべく、LWC(Lifemicrochip Crime Commando)なる特殊部隊が組まれた。
その特殊部隊に、青年ユーリ=ミモリが入隊した。

## 登場人物

### 本編キャラクター
マイト
声 - 瀧川大輔
第1作の主人公。アドニスとともに孤児院で育ち、宮廷騎士団への入団を目指して訓練所で修行を続けている。
性格は純真で、正義感が強い。
アドニス
声 - プログレス
マイトと同じ孤児院で育ち、同じ訓練所で魔術を学んでいる青年。
魔術の才能にあふれ、宮廷魔術師団にすぐ入団できるほどとされている。
ロレンス
声 - 浜五郎
宮廷騎士団団長。礼儀正しく責任感が強い一方、恋愛には疎い。
パム
声 - 宮田幸季
獣人とのハーフで、小柄な見た目とは裏腹に怪力など人間離れした能力を持つ。
赤ん坊のころに捨てられ見世物小屋の主人に拾われて以来ひどい扱いを受けていた。それでもなおパムは明るく生きている。
ライカ
声 - 小西克幸
右目に眼帯をした、隻眼の賞金稼ぎ。
ヘクター
声 - 藤木達哉
訓練所で暗殺者の修行をしている、眼鏡をかけた青年。成績優秀だが、陰湿でサディストな面があり、友人がいない。
クルト
声 - 津久井教生
ヴァロージャ神殿の神官で、温厚な性格をしている。
趣味は刺繍。
ヴェルナー
声 - 岩永哲哉
アルグレーン王国の王子。
わがままで世間知らずなため、あこがれの対象であるロレンス以外の人物の言うことに耳を貸さない。
フリッツ
声 - 坂ノ上秀麻呂
ヴェルナーの教育係。気弱だが賢い人物。
セルゲイ
声 - 奥山道隆
アルグレーン王国の国王である落ち着いた男性。戦場で動き回っている方がむいており、国王になるはずだったセルゲイの兄が死ぬまでは、数多の武勇伝を築き上げてきた。
ラグシエル
声 - 紫華薫
天界と人間界を結ぶ"神"。

### 第2作キャラクター
ユーリ=ミモリ
声 - プログレス
LWCに入隊した青年。特殊な薬を服用しなければ体が溶けてしまう難病を患っている。
イブキ=タカムラ
声 - 瀧川大輔
ユーリの幼馴染で、彼とともにLWCに入隊した。
ロイ=カジザキ
声 - 浜五郎
LWCのリーダーである金髪碧眼の男性。
ジェイル=コガ
声 - 小西克幸
LWC隊員。銃の腕前はすばらしいが、酒とギャンブルが大好きな人物。
リオン=クニサダ
声 - 岩永哲哉
LWC隊員で、セインの息子。母を失って以来、父との仲はよくない。ロイに惚れているが、振り向いてもらえずにいる。
ツカサ=シノノメ
声 - 津久井教生
LWCのカウンセラーだが、少々ながらも医療行為を請け負っている。
マオ
声 - 宮田幸季
ユーリらが保護した少年。大きな耳と尻尾を持ち、人語を解せないなど人間離れしたところがある。
フィリオ=オサカベ
声 - 坂ノ上秀麻呂
LWC隊員。ジェイルにいじられるほど気弱だが、銃を持ったりすると性格が一変する。
セイン=クニサダ
声 - 奥山道隆
LWCのボスである、温厚な男性。妻を亡くして以来、息子を気遣っているが、うまくいっていない。
ブラッド=ヒルマ
声 - 藤木達哉
ある大病院の院長である医師で、市民からも慕われているが、どこか冷たい印象を持っている。
ラグシエル
声 - 紫華薫
この世界の創造神とされている、謎の存在。

## スタッフ
SILVER CHAOS
- 原案・原画・CG：タカツキノボル
- シナリオ：薫織銀夜
- 音響監督：きくたひろみ
- 録音エンジニア：クワッサリー、田中文章、野川靖友、山田陽
- 録音スタジオ：スタジオごんぐ、サウンドシップスタジオ、スタジオ・ドン・ファン
- 音響制作：楽音舎
- 作曲：Grass Road
- サウンドエフェクト・音声編集：野芹一正
- プログラム：向日葵正、GON太
- スクリプト：るーてぃ
- システムグラフィック：はみがきしんぢ
- ディレクター：佐久間麗
- プロデューサー：key、mym
- スペシャルサンクス：おと～さん、MOGU、かわせみはるか、メイザーズぬまきち
- 販売元：有限会社オデッサプロジェクト
- 制作協力：STACK software
- 製作：Vivid Color

SILVER CHAOS FAN BOX 〜ETERNAL FANTASIA〜
- 原案・原画・CG：タカツキノボル
- シナリオ：薫織銀夜
- 音響監督：きくたひろみ
- 録音エンジニア：クワッサリー、田中文章、野川靖友、山田陽
- 録音スタジオ：スタジオごんぐ、スタジオ・ドン・ファン
- 音響制作：楽音舎
- 音楽：Grass Road
- サウンドエフェクト・音声編集：音斬侍
- プログラム：GON太
- スクリプト：撫菜鈴
- デザインワークス：はみがきしんぢ
- デバッグ：@R、かわせみはるか
- アシスタントディレクター：萌木あすか
- ディレクター：すーぺる!かっちゃとーれ
- プロデューサー：mym
- スペシャルサンクス：key、MOGU、いけちゃん、HASETOMO、メイザーズぬまきち
- 制作協力：STACK software
- 製作：Vivid Color

Artificial Mermaid 〜SILVER CHAOS II〜
- 原案・原画・CG：タカツキノボル
- シナリオ：薫織銀夜
- OPムービー：ハジメコウ（Rainbow-Motion-Graphics）
- 背景原画・CG：伊東和宏、椋本豊、平牟礼好空
- 音響監督：きくたひろみ
- 録音スタジオ：MITスタジオ、スタジオごんぐ
- 音響制作：楽音舎
- 音響制作補：関根佐知子（青二プロダクション）
- 音楽：Grass Road
- サウンドエフェクト・音声編集：音斬侍
- 制作：メイザーズぬまきち
- プログラム：GON太
- スクリプト：藤島蒼
- デザインワークス：林崎真悟
- ディレクター：すーぺる!かっちゃとーれ
- アシスタントディレクター：へたれっち
- デバッグ：かわせみはるか
- プロデューサー：イチカワマユミ
- スペシャルサンクス：key、カワベマリコ
- 制作協力：STACK software
- 製作：Vivid Color

## ノベライズ版
- 『シルバーカオス』 （2003年4月1日発売） ISBN 4-8352-1435-8
  - 著：薫織銀夜
  - イラスト：タカツキノボル
  - 原作：Vivid Color
  - 出版社：ビブロス（ビーゲームノベルズ）

## 関連CD
- 『ドラマCD SILVER CHAOS 〜終わりなき旅〜』 （マリン・エンタテイメント、2003年2月7日発売） LBS-0003
- 『SILVER CHAOS Original SoundTrack』 （Vivid Color、2003年8月5日発売） VCD-001
- 『Artificial Mermaid 〜SILVER CHAOS II〜 Original SoundTrack』 （Vivid Color、2004年2月27日発売） VCD-002